# Ferula tuberifera
Ferula tuberifera är en flockblommig växtart som beskrevs av Jevgenij Korovin. Ferula tuberifera ingår i släktet stinkflokesläktet, och familjen flockblommiga växter. Inga underarter finns listade i Catalogue of Life.